# JDS Kashima
Pour les articles homonymes, voir Kashima (navire).
Le JDS Kashima (TV-3508)  est un navire-école  de la Force maritime d'autodéfense japonaise (JMSDF). Il a été construit dans les années 1990 et il est le navire-amiral de la flotte japonaise de formation des équipages.
Le Kashima tient son nom du célèbre sanctuaire shinto Kashima-jingū de la préfecture d'Ibaraki au nord-est de Tokyo

## Caractéristique militaire
Le navire n'est armé que d'un seul canon Otobreda 76 mm sur l'avant et d'un ensemble de deux triples tubes lance-torpilles de 324 mm. Quatre canons de salut militaire sont aussi embarqués pour les cérémonies.
La plate-forme arrière ouverte a été conçue pour le cérémonial et les exercices de rassemblement, mais peut être utilisée comme zone d'atterrissage d'hélicoptères.

## Service
En juillet 2000, en visite à New York, il entre en collision avec le Queen Elizabeth 2 ; les dégâts sont mineurs, occasionnant une long éraflure sur la coque du paquebot et une bosse dans celle du Kashima.
Il a participé à l'Armada 2008 à Rouen, en compagnie des destroyers JDS Asagari (TV-3516) et JDS Umigiri (DD-158).

### Sources
- (en) Cet article est partiellement ou en totalité issu de l’article de Wikipédia en anglais intitulé « JDS Kashima (TV-3508) » (voir la liste des auteurs).